# Sid Kimpton
George Stuart Kimpton lub Gabriel Sibley Kimpton (ur. 12 sierpnia 1887 w Leavesden, zm. 15 lutego 1968 tamże) – angielski piłkarz i trener.

## Kariera klubowa
Kimpton urodził się w Leavesden, niedaleko Watford, a po grze w lokalnej drużynie, w 1909 roku przeszedł nieudaną rekrutację do drużyny Watford. We wrześniu 1910 dołączył do Southampton, a w pierwszej drużynie zadebiutował 22 października w przegranym 0:3 meczu z Crystal Palace. Kimpton strzelił gola w swoim następnym meczu tydzień później, w przegranym 2:3 starciu z Brentford. Łącznie w całym swoim pierwszym sezonie Kimpton zaliczył 29 występów, strzelając siedem bramek, a „Święci” ukończyli sezon tuż nad strefą spadkową.
Na sezon 1911/12 nowy menedżer Southampton, George Swift, zrekrutował jedenastu nowych graczy, w tym środkowego napastnika Henry'ego Hamiltona z Huddersfield Town. Kimpton zachował swoje miejsce w podstawowym składzie, jednak został przesunięty za prawą stronę bloku ofensywnego. Sezon Southampton ponownie zakończyło tuż nad strefą spadkową. George Swift zrezygnował latem 1912, zastąpił do Jimmy McIntyre. Święci źle rozpoczęli sezon 1912/13, wygrywając tylko jeden mecz do końca października.
Kimpton kontynuował grę na prawej stronie aż do końca sezonu 1913/14. Rozpoczął sezon 1914/15 na skrzydle, lecz pod koniec października wrócił na pozycję środkowego napastnika, gdzie pozostał do końca sezonu, strzelając dziesięć goli. Święci zajęli na koniec sezonu 1914/15 szóste miejsce.
Podczas pierwszej wojny światowej Kimpton pracował dla Thornycroft, ale nadal występował w Southampton w ligach wojennych i meczach towarzyskich. Po wznowieniu ligi w 1919 Kimpton był jednym z zaledwie trzech przedwojennych graczy, którzy znaleźli się w składzie Southampton. Zagrał jednak tylko w dwóch spotkaniach dla Soton. Zanim opuścił Świętych, został nagrodzony meczem benefisowym. Łącznie dla Southampton zaliczył 149 występów w meczach w czasie pokoju, strzelając 30 bramek.

## Kariera trenerska
Kimpton po zakończeniu kariery piłkarskiej opuścił Anglię i wyjechał do Europy Środkowo-Wschodniej, gdzie w 1921 objął zespół DFC Prag. Jeszcze w tym samym roku dotarł do Warszawy, gdzie pracował z miejscową Polonią. Rok później przejął na kilka miesięcy  Cracovię, a następnie wyjechał do Francji, gdzie przez 3 lata trenował Le Havre AC. Od 1928 do 1931 trenował Coventry City.
W 1934 został wspólnie z Gastonem Barreau selekcjonerem reprezentacja Francji. Prowadził drużynę podczas Mistrzostw Świata 1934, na których Francja odpadła w pierwszej rundzie po porażce 2:3 z Austrią.
Kimpton opuścił kadrę szkoleniową reprezentacji Francji tuż po mundialu. Gaston Barreau wyraził ulgę, ponieważ nie popierał opcji taktycznych Kimptona. Po klęsce francuskiej drużyny piłkarskiej 1:3 z Niemcami w dniu 17 marca 1935, FFFA powołała Kimptona na stanowisko asystenta. Pierwsze wyniki Francji były wystarczająco dobre, ale na początku 1936 Francja przegrała u siebie 1:6 z Holandią i 0:3 z Czechosłowacją. Kimpton został zwolniony z roli asystenta Barreau.
W 1935 objął funkcję trenera w Racing Club de France. Poprowadził drużynę do jedynego w historii mistrzostwa Première Division w sezonie 1935/36. Dodatkowo klub za kadencji Kimptona skompletował podwójną koronę po zdobyciu Pucharu Francji w sezonie 1935/36. W 1938 zaliczył krótki epizod w FC Metz, po czym powrócił do Racingu, z którym w sezonie 1938/39 zdobył drugi Puchar Francji.
Od sezonu 1939/40 pracował w FC Rouen. Praca został przerwana przez wybuch II wojny światowej. Po zakończeniu działań militarnych powrócił do FC Rouen.  
W latach 1946–1950 pracował w AS Cherbourg, które było jego ostatnim klubem w karierze trenera.

## Sukcesy
Racing Club de France
- Mistrzostwo Première Division (1): 1935/36
- Puchar Francji (2): 1935/36, 1938/39